# Deuce (Kurtis Blow)
Deuce è il secondo album del rapper statunitense Kurtis Blow, pubblicato il 15 giugno del 1981 e distribuito dalla Mercury Records. Il disco non bissò il successo del debutto omonimo, soprattutto perché Blow non riuscì a produrre singoli che reggessero il confronto con The Breaks. Il fatto che la musica hip hop non fosse molto popolare in quel periodo non aiutò le vendite di Deuce, nonostante contenga pezzi buoni come Rockin' e It's Gettin' Hot.
| Recensione        | Giudizio |
| ----------------- | -------- |
| AllMusic          | [ 1 ]    |
| The Village Voice | B+       |

Il critico Robert Christgau recensisce positivamente l'album, dandogli una «B+» come voto e scrivendo che «il funk leggero, libero, pulito, orecchiabile e non originale mi piace – ogni traccia, ogni volta.» In una recensione retrospettiva, Ron Wynn per AllMusic assegna al secondo sforzo di Blow quattro stelle su cinque.

## Tracce
1. Deuce – 5:31 (testo: Kurtis Blow)
2. It's Gettin' Hot – 5:28 (testo: Robert Ford, J.B. Moore)
3. Getaway – 6:58 (testo: Jimmy Bralower, Ford, Moore, Dean Swenson)
4. Starlife – 5:20 (testo: Blow, Moore, Larry Smith, William Whiting)
5. Take It to the Bridge – 4:11
6. Do the Do – 3:03 (testo: Blow, Bralower, Seth Glassman, Russell Simmons, Moore)
7. Rockin' – 4:09 (testo: Blow, David Reeves)

Durata totale: 34:40

## Classifiche
| Classifica (1981) | Posizione massima |
| ----------------- | ----------------- |
| Stati Uniti       | 137               |
| US Black Albums   | 35                |